# Oslojeni rezalni materiali
Oslojeni rezalni materiali so orodja, prevlečena s trdimi prevlekami. Za trde materiale uporabljamo TiN, Tic, Ti(C,N) in (Ti,A1)N (titanov aluminijev nitrid). Debelina prevlek običajno znaša 2.5 -5 µm. Več različnih nanosov imenujemo sendvič prevleke.